# Кольберг, Юлиуш

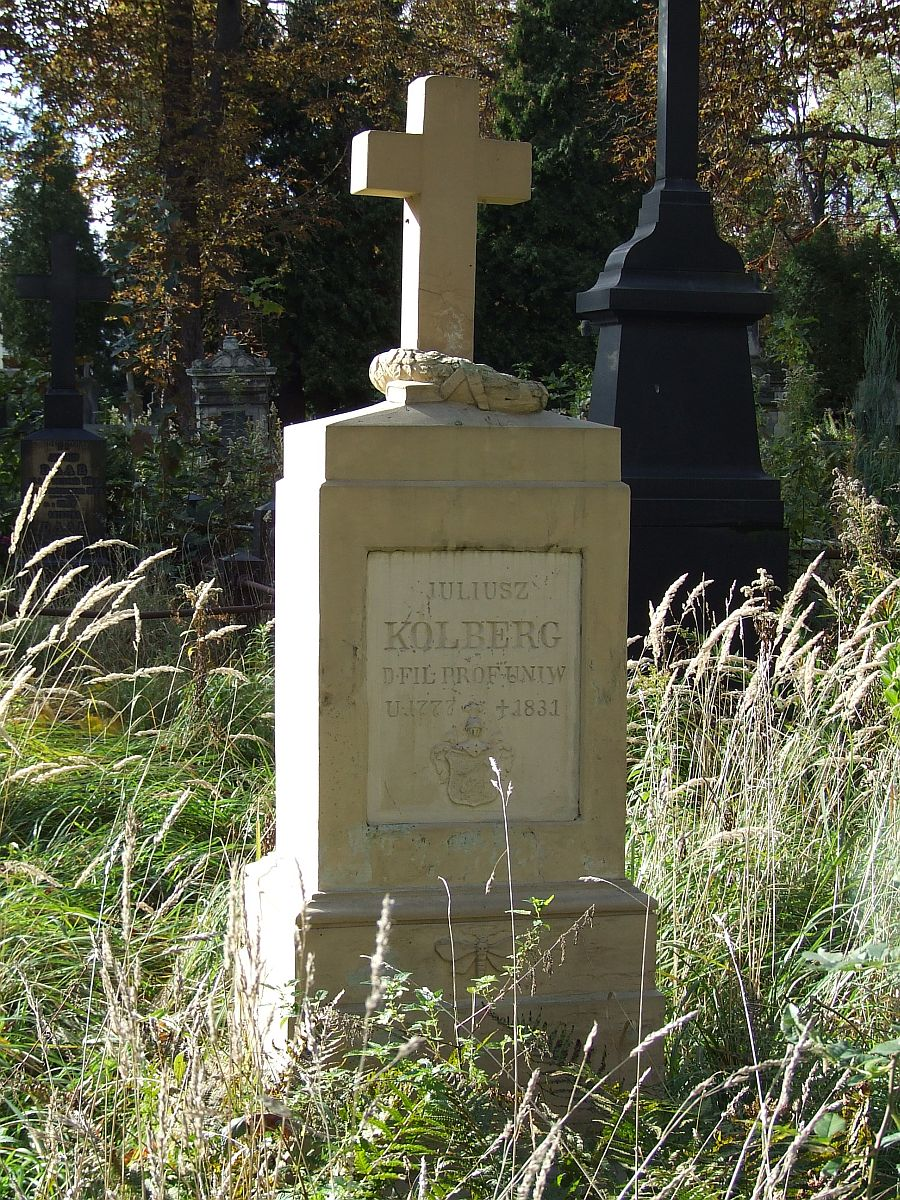
Памятник на могиле Ю. Кольберга, Варшава.

Юлиуш Кольберг (пол. Krzysztof Juliusz Henryk Kolberg; 7 июля 1776, Вольдегк — 5 сентября 1831, Варшава) — польский топограф, землемер, геодезист и переводчик немецкого происхождения. Отец Оскара Кольберга, известного этнографа.

## Биография
Родился в Вольдегке, в Мекленбург-Стрелице. Выпускник Берлинского технического университета. С 1817 года — занимает должность профессора измерений и геодезии в Варшавском университете.
С 1818 работал в качестве инспектора измерений и геодезии Варшавского герцогства.
Конструктор первого польского планиметра (1820).
Им опубликованы:
- «Kartą pocztową i podróżną Królestwa Polskiego i W. Ks. Poznańskiego» (1817)
- «Atlas ośmiu województw» (1827)
- «Kartę Królestwa Polskiego w 8 sekcyjach» (1833)

Другие его работы:
- «Teoryja rysowania gór» (1825)
- «Wzory rysowania map» (1825)
- «Porównanie miar i wag» (1818—1838)
- «Tabella zamiany monet» (1832)
- «Opisanie składu i użycia planimetru» (1822)

Умер 5 сентября 1831 года, похоронен в городе Варшава.

## Семья
- Юлиуш Кольберг, г. Колобржег, профессор Варшавского университета, доктор философии, 06.08.1829 жалован дипломом на потомственное дворянское достоинство Царства Польского[1].
- сын — Вильгельм Кольберг, 1807 года рождения, был инженером августовского канала, издал: «Wzory rysunków topgraficznych» (1837 год), «Drogi żelazne w Europie» (1844 год), «Plan miasta stołecznego Warszawy» (1848 год).